# Pyreferra
Pyreferra is een geslacht van vlinders van de familie Uilen (Noctuidae), uit de onderfamilie Cuculliinae.

## Soorten
- P. ceromatica Grote, 1874
- P. citrombra Franclemont, 1941
- P. graefiana Grote, 1874
- P. hesperidago Guenée
- P. pettiti Grote, 1875